# Пачисі

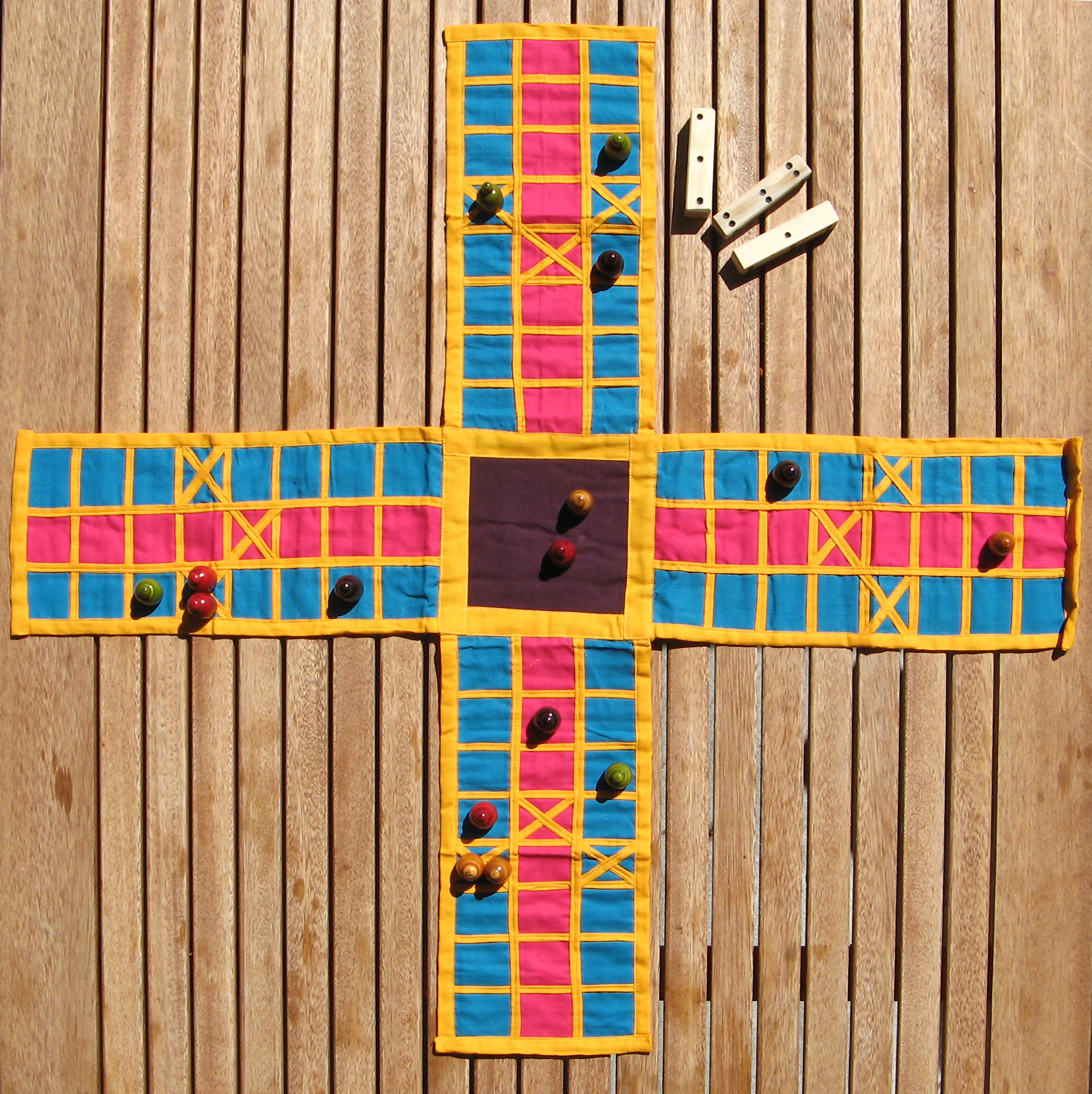
Зовнішній вигляд гри пачисі

Пачисі (гінді पचीसी; від «пачис» — «двадцять п'ять») — настільна гра, що з'явилася в Індії більш ніж 4000 років тому. Являє собою ігрове поле у вигляді хреста, навкруг якого гравець переміщує фішки. Кількість клітинок, на яку пересувається фішка, визначають кидком п'яти, шести або семи мушель каурі. Національна гра Індії. 

## Історія
Перші описи та знаряддя для гри пачисі згідно з індійськими джерелами та результатами археологічних розкопок датовані третім тисячоліттям до нашої ери. Виняток становить ігрове поле, сучасний вигляд якого відомий не раніше ніж від XVI століття. . 
Однією з версій гри, яка має настільки ж давнє походження, є чаупар.

## Походження назви
Назва гри походить від слова «пачис», що означає мовою гінді «двадцять п'ять». Це число означає максимально можливу кількість очок, які можна заробити за один кидок у традиційному варіанті гри. В інших варіантах гри кількість очок може бути більшою. 

## Правила гри
Може бути двоє, троє або четверо гравців. Якщо гравців четверо, то вони зазвичай поділяються на дві команди. 
У найпоширенішому варіанті пачисі кожен гравець отримує чотири фішки різного кольору. Перед початком гри їх ставлять в центральний квадрат ігрового поля. Завдання гравця — першим обійти усіма фішками все поле. Гравець кидає шість раковин каурі, а потім визначає, скільки очок він заробив, рахуючи кількість раковин, що лежать отвором догори. Викинувши шість або більше очок, гравець отримує право на додатковий кидок. 
| Каурі | Очки | Додатковий кидок |
| ----- | ---- | ---------------- |
| 0     | 25   | Green tick       |
| 1     | 10   | Green tick       |
| 2     | 2    | Ні               |
| 3     | 3    | Ні               |
| 4     | 4    | Ні               |
| 5     | 5    | Ні               |
| 6     | 6    | Green tick       |

На полі можуть перебувати одночасно навіть всі фішки, але можна одним ходом пересувати  лише одну. Щоб ввести в гру додаткову фішку, потрібно викинути понад 6 очок. Одну й ту саму клітину можуть займати декілька своїх фішок. Якщо при пересуванні фішка потрапляє до клітини, де стоїть фішка іншого гравця, чужа фішка повертається до центрального квадрата. Винятком є особливі клітини-«замки», куди фішка не може потрапити якщо ця клітина зайнята фішкою суперника. Обхід поля закінчується поверненням до центрального квадрата, при цьому гравець зобов'язаний викинути точну кількість очок. 

## Версії гри
Гра має безліч версій та аналогів як в Індії, так і в інших країнах. Однією з найпопулярніших є гра парчисі, що виникла в США у середині XIX століття. Іспанський варіант має назву парчис, в Англії він з 1896 року відомий як Лудо. Російськими аналогами ігри є гра «Не сердься, друже» (початок XX століття) і так звана «мандавошки». В доколумбовій Америці популярною була гра патоллі. 